# DeFord Bailey
Pour les articles homonymes, voir Bailey.
DeFord Bailey était un grand musicien harmoniciste de blues, né le 14 décembre 1899 dans le Tennessee aux États-Unis. Il est décédé le 2 juillet 1982.

## Biographie
DeFord Bailey est né le 14 décembre 1899 près de Rome, dans le comté de Smith (Tennessee) à quatre-vingts kilomètres environ à l'est de Nashville. À l'âge de trois ans, il est victime de la poliomyélite qui perturbera son développement physique. Adulte, DeFord ne dépassait pas 1,45 mètre, boitait et était bossu. Élevé au sein d'une famille de musiciens, Deford Bailey apprend très tôt à jouer de l'harmonica et de la mandoline. Quand il est encore enfant, sa famille déménage à Thompson's Station sur la Central Line du Tennessee.
Malgré son handicap, DeFord parvient à trouver du travail comme jardinier chez les Watson, une famille blanche aisée de sa ville, qui en vient presque à l'adopter. Ainsi, lorsqu'en 1918 les Watson déménagent à Nashville, DeFord les accompagne. C'est dans cette ville qu'il gagne un concours d'harmonica organisé par la toute nouvelle station de radio WDAD qui avait commencé à émettre à l'automne 1925. Le Dr Humphrey Bate l'invite alors à venir jouer en direct sur l'autre nouvelle radio de Nashville WSM, et au cours de l'année 1928, DeFord Bailey participera à 49 des 52 émissions du Grand Ole Opry (le programme musical phare de WSM) pour lesquelles il est à peine rémunéré. La même année, ses premiers disques sortent sur RCA Victor.
Au début des années 1930, il tourne en compagnie de Uncle Dave Macon qui le fait passer pour son valet afin de déjouer les lois ségrégationnistes américaines qui empêchent notamment aux Noirs de dormir dans les hôtels réservés aux Blancs. Le succès populaire du Grand Ole Opry pousse la radio WSM vers le professionnalisme, marginalisant les musiciens amateurs pionniers tels DeFord qui est viré de l'émission en 1941. Amer, DeFord Bailey finira sa vie dans sa boutique de cireur de chaussures qu'il avait ouvert en 1933 avec un de ses oncles, refusant désormais catégoriquement toute propositions d'enregistrement de disques ou de projets de concerts.

## Discographie
- Harp Blowers
- The Legendary DeFord Bailey: Country Music's First Black Star